# Springwell
Springwell – osada w Anglii, w Tyne and Wear, w dystrykcie metropolitalnym Sunderland. Leży 10,1 km od miasta Sunderland, 7,7 km od miasta Newcastle upon Tyne i 390,8 km od Londynu. W 2001 miejscowość liczyła 2066 mieszkańców.